# پرامیس سیتی (آیووا)
پرامیس سیتی (به انگلیسی: Promise City) شهری در ایالت آیووا کشور ایالات متحده آمریکا است که جمعیت آن در سرشماری سال ۲۰۱۰ میلادی، ۱۱۱ نفر بوده‌است.